# توقف التنفس

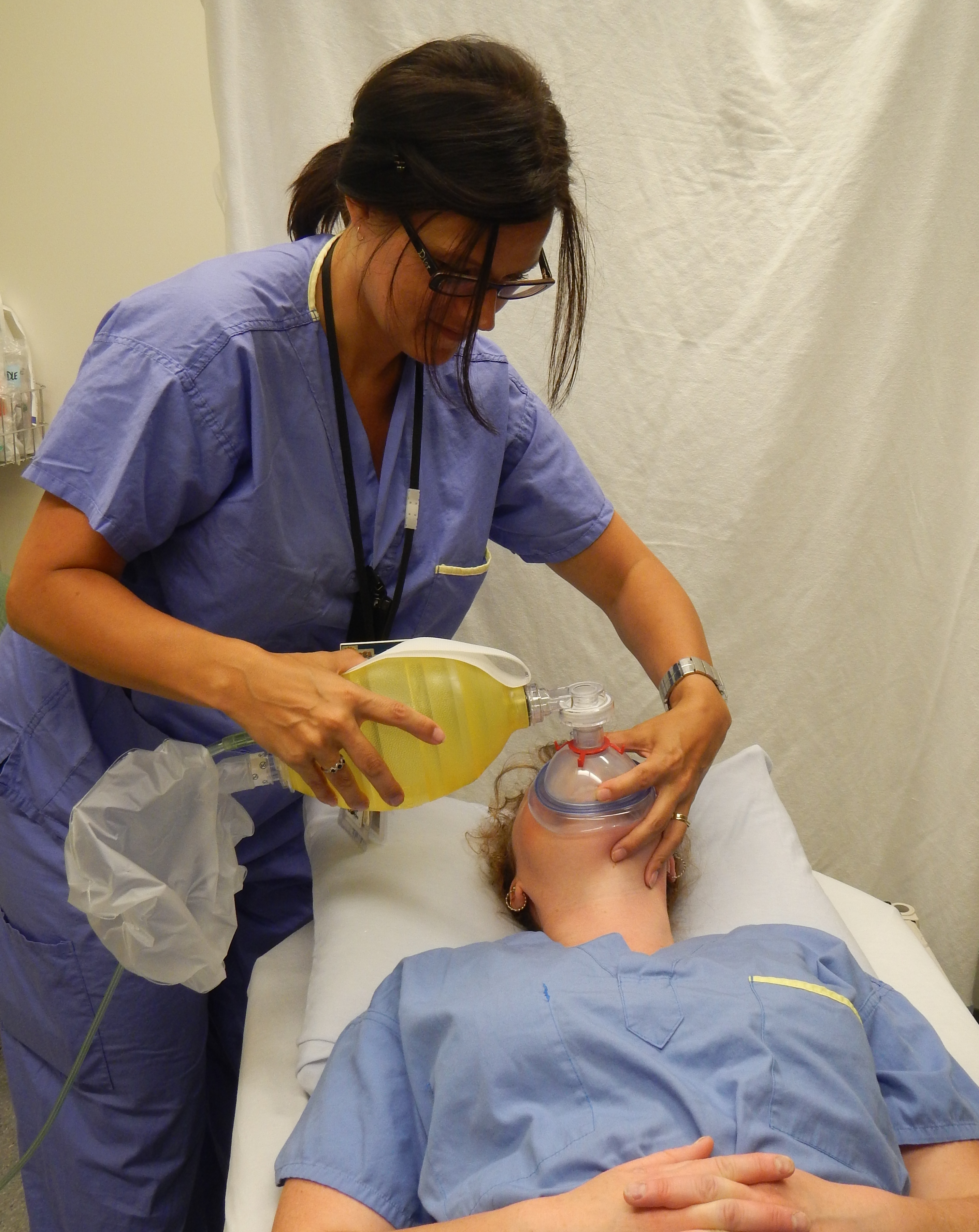
مختصة صحية تؤدي تنفسًا صناعيًا لأحد المرضى عبر قناع ذو صمام تنفسيّ.

يحدث توقف التنفس أو السكتة التنفسية نتيجة انقطاع التنفس أو حدوث خلل شديد في الجهاز التنفسي بدرجة لا تكفي حاجة الجسم من التهوية (كالتنفس الاحتضاري مثلًا). يشير مصطلح انقطاع التنفس المطول إلى حالة المرضى الذين توقفوا عن التنفس لفترة طويلة من الزمن. تسمى هذه الحالة بالسكتة التنفسية أو توقف التنفس إذا كان انقباض العضلة القلبية سليمًا. يضر توقف تبادل الغازات الرئوية المفاجئ لأكثر من خمس دقائق بالأعضاء الحيوية وخاصةً الدماغ، وقد يكون هذا الضرر دائمًا. يؤدي نقص وصول الأكسجين إلى أنسجة الدماغ إلى فقدان الوعي، وتنتج الإصابة الدماغية إذا بقي توقف التنفس لمدة تزيد عن ثلاث دقائق دون تدخل، ويكون الموت شبه مؤكد إذا تأخر التدخل لمدة تزيد عن خمس دقائق. ومع ذلك، قد يكون الضرر قابلًا للمعاكسة إذا عولج مبكرًا.
يعتبر توقف التنفس حالة طبية طارئة مهددة للحياة تتطلب عناية وتدبير طبي فوري. تكون استعادة التهوية هي الهدف المباشر لإنقاذ مريض يعاني من توقف التنفس لمنع المزيد من الضرر. تشمل التدخلات توفير الأكسجين وفتح مجرى الهواء واستخدام وسائل التنفس الاصطناعيّ. يمكن في بعض الحالات تحديد وقت توقف التنفس الوشيك مسبقًا عن طريق علامات يظهرها المريض كزيادة عدد مرات التنفس مثلًا. يحدث توقف التنفس بمجرد نفاد احتياطات المريض من الأكسجين وانعدام قدرته على التنفس.
يجب تمييز توقف التنفس عن الفشل أو القصور التنفسي؛ يشير الأول إلى التوقف التام عن التنفس، بينما يشير الثاني إلى عدم قدرة الجهاز التنفسي على توفير تهوية كافية لمتطلبات الجسم. قد يؤدي كلاهما بدون التدخل الطبي إلى انخفاض الأكسجين في الدم (نقص تأكسج الدم) وارتفاع مستوى ثاني أكسيد الكربون فيه ونقص إمداد أنسجة الجسم بالأكسجين، وهو ما قد يكون قاتلًا. يختلف توقف التنفس عن توقف القلب أو فشل تقلص عضلة القلب، ولكن قد يؤدي أحدهما إلى الآخر إن لم يعالج فور حصوله.

## العلامات والأعراض
تكون الزرقة أحد الأعراض الشائعة للتوقف عن التنفس. تتظاهر الزرقة بتغير لون الجلد للأزرق نتيجة عدم كفاية كمية الأكسجين في الدم. إذا بقي توقف التنفس دون أي علاج أو تدخل، تحدث السكتة القلبية في غضون دقائق من نقص تأكسج الدم أو فرط ثنائي أكسيد الكربون في الدم أو كليهما معًا. يكون المرضى في هذه المرحلة فاقدي الوعي أو على وشك أن يصبحوا فاقدي الوعي.
تختلف أعراض التسوية التنفسية (التدهور التنفسي) من مريض لآخر. ازدادت المضاعفات الناجمة عن التسوية التنفسية بشكل سريع عبر الطيف السريري، ويعزى ذلك جزئيًا إلى انتشار استخدام المواد الأفيونية حاليًا مع عدم وجود إرشادات موحدة تجمع التخصصات الطبية المختلفة. تخلق التسوية التنفسية مشاكل خطيرة في أغلب الأحيان، وقد تكون مهددة للحياة، ولكنها قد تكون قابلة للتجنب إذا استخدم الطاقم الطبي الأدوات والسبل المناسبة. تعتبر المراقبة المناسبة للمريض وللاستراتيجيات العلاجية ضرورية للتشخيص والتدخل والعلاج المبكر.

## الأسباب
- انسداد مجرى الهواء: قد يحدث انسداد في مجرى الهواء العلوي والسفلي.
  - مجرى الهواء العلوي: يشيع انسداد مجرى الهواء العلوي عند الرضع الذين تقل أعمارهم عن 3 أشهر لأنهم يتنفسون من الأنف. قد يؤدي انسداد الأنف بسهولة إلى انسداد مجرى الهواء العلوي عند الرضع. بالنسبة للأعمار الأخرى، قد يحدث انسداد في مجرى الهواء العلوي بسبب جسم غريب أو وذمة في البلعوم أو الحنجرة أو القصبات الهوائية. قد تفقد عضلات اللسان توترها في حالات انخفاض الوعي أو فقدانه مما يعرقل أو يسد مجرى الهواء العلوي. تشمل الأسباب المحتملة الأخرى للانسداد أورام الجهاز التنفسي العلوي (تجويف الفم والبلعوم والحنجرة) وسوائل الجسم (الدم والمخاط والقيء) ورضوض مجرى الهواء العلوي. يعتبر سرطان الخلايا الحرشفية أشيع أورام الجهاز التنفسي العلوي، ويعد تعاطي الكحول والتبغ من أهم عوامل الخطورة التي تؤهب لهذا النوع من السرطانات، وكذلك يعتبر الفيروس الحليمي البشري (النمط الوراثي 16) عامل خطر مهمًا آخر. أجريت دراسة وبائية شملت أكثر من 5 ملايين حالة حول رضوض الرأس والرقبة في قسم الطوارئ في الولايات المتحدة الأمريكية، ووجدت أن غالبية هذه الرضوض حدثت بسبب سقوط أو رض بآلية غير طاعنة، بينما كانت الأذيات الناجمة عن جسم أجنبي هي الأشيع في مجموعات الأطفال.[6][7][8]
  - مجرى الهواء السفلي: قد يُغلق المجرى السفلي بسبب التشنج القصبي أو الغرق أو اضطرابات ملء المساحة الهوائية (كالالتهاب الرئوي والوذمة الرئوية والنزيف الرئوي). قد تؤدي حالات انسداد المجرى السفلي بما في ذلك نوبات الربو الحادة أو مرض الانسداد الرئوي المزمن إلى توقف التنفس. تزداد خلال نوبات الربو وتفاقم أعراض مرض الانسداد الرئوي المزمن مقاومة مجرى الهواء بسبب التغيرات الالتهابية في الرئتين، ويؤدي ذلك إلى زيادة جهد التنفس وانخفاض إيصال الأكسجين إلى الأنسجة. يحدث في الربو انقباض قصبي بينما تنخمص في الانسداد الرئوي المزمن الطرق الهوائية الصغيرة أثناء الزفير ليتلو ذلك انحباس الهواء داخل الجهاز التنفسي. يحاول الجسم التعويض بزيادة معدل التنفس، والذي بدوره يؤدي إلى تفاقم تعب عضلات الحجاب الحاجز التنفسية ما يؤدي في النهاية إلى توقف التنفس والوفاة في حال تأخر التدخل الطبي عن الوقت المناسب.[9]
- انخفاض الجهد التنفسي: يؤدي ضرر الجهاز العصبي المركزي إلى انخفاض الجهد التنفسي. يقع مركز الجهاز التنفسي للدماغ في الجسر والبصلة وتتحكم به أساسًا المستويات المرتفعة من ثنائي أكسيد الكربون في الدم (فرط ثنائي أكسيد الكربون في الدم) وانخفاض مستويات الأكسجين (نقص الأكسجة) بمثابة محفز أقل فعالية. قد تسبب اضطرابات الجهاز العصبي المركزي كالسكتة الدماغية والأورام نقص التهوية. قد تؤدي الأدوية إلى تقليل الجهد التنفسي أيضًا كالمواد الأفيونية والأدوية المهدئة والمنومة والكحول. يؤثر ما سبق على الحركة التنفسية السفلية عن طريق كبح استجابة مركز التنفس في الدماغ لفرط ثنائي أكسيد الكربون في الدم. تقلل الاضطرابات الأيضية أيضًا من الجهد التنفسي. يثبط نقص سكر الدم وانخفاض الضغط الجهاز العصبي المركزي الجهاز التنفسي وبالتالي يضعفانه.[10][11][11]
- ضعف عضلات الجهاز التنفسي: قد تؤدي الاضطرابات العصبية العضلية إلى ضعف عضلات الجهاز التنفسي كإصابة النخاع الشوكي والأمراض العصبية العضلية والأدوية المثبطة للنقل العصبي العضلي. يؤدي التعب العضلي التنفسي أيضًا إلى ضعف عضلات الجهاز التنفسي إذا كان المرضى يتنفسون أكثر من 70٪ من الحد الأقصى للتهوية الطوعية؛ فقد يسبب ذلك حماضًا أيضيًا أو نقص أكسجة، ما يؤدي في النهاية إلى ضعف عضلات الجهاز التنفسي.[12]

## التشخيص
يتطلب التشخيص تقييمًا سريريًا على النحو المفصل أدناه.

### التقييم المبدئي
تواصل مع المريض إذا كان الوضع العام آمنًا وحاول التحدث معه أو معها. إذا كان المريض يستجيب لفظيًا، سنكون أثبتنا وجود مجرى هواء سالك جزئيًا وأن المريض يتنفس (وبالتالي لا يوجد توقف تنفسي حاليًا). إذا كان المريض لا يستجيب، فابحث عن حركة جدار الصدر فهو مؤشر على وجود تنفس نشط. يمكن اللجوء إلى المنبهات الألمية لتقييم الاستجابة. يتضمن التقييم الأولي أيضًا التحقق من النبض بوضع إصبعين على الشريان السباتي أو الشريان الكعبري أو الشريان الفخذي لضمان أن تكون الحالة توقفًا تنفسيًا فقط لا توقفًا قلبيًا رئويًا. لا يوصى الأشخاص غير المدربين طبيًا بفحص النبض عند مقاربة مريض غير مستجيب. بمجرد أن يقرر الشخص أن المريض في حالة توقف تنفس، ستساعد الخطوات التالية في تحديد سبب التوقف. 

### تنظيف وفتح مجرى الهواء العلوي
الخطوة الأولى لتحديد سبب التوقف هي تنظيف وفتح مجرى الهواء العلوي مع وضع الرأس والعنق بشكل صحيح. يجب على الممارس مد ورفع عنق المريض إلى أن يصبح الصماخ السمعي الخارجي في نفس مستوى القص بحيث يكون الوجه مقابل السقف، ويجب رفع الفك السفلي ودفع الفك العلوي للأعلى. تُعرف هذه الخطوات بإمالة الرأس ورفع الذقن وتوجيه الفك على التوالي. في حال الاشتباه بوجود إصابة في الرقبة أو العمود الفقري، يجب تجنب إجراء هذه المناورة بسبب احتمال إحداث أذية للجهاز العصبي. يجب تثبيت العمود الفقري العنقي إن أمكن باستخدام التثبيت اليدوي للرأس والرقبة أو باستخدام الطوق الرقبي. قد يزيد الطوق الرقبي من صعوبة توفير التهوية وقد يزيد الضغط داخل الجمجمة، وهذا ما يجعل التثبيت اليدوي متفوقًا عليه. إذا اكتُشِف وجود جسم غريب، فقد يقوم الممارس بإزالته باستخدام مسحة إصبعية من البلعوم الفموي وعبر جهاز سحب المفرزات، ومن المهم ألا يتسبب الممارس في دفع الجسم الغريب إلى منطقة أعمق. يمكن إزالة الأجسام الغريبة المتوضعة في منطقة أعمق بواسطة ملقط ماجيل أو باستخدام جهاز سحب المفرزات، ويمكن أيضًا استخدام مناورة هايملش لإخراج الجسم الغريب من الجسم. تتألف مناورة هايملش من مجموعة ضغطات يدوية على أعلى البطن إلى أن يصبح مجرى الهواء نظيفًا. يقف الممارس في حالة البالغين الواعيين خلف المريض واضعًا ذراعيه حول المريض. تكون إحدى اليدين بشكل قبضة بينما تمسك اليد الأخرى بالقبضة. معًا، ستتحرك كلتا اليدين لتضغط على المريض للأمام والأعلى. 

## العلاج
يختلف العلاج حسب سبب توقف التنفس. تحتاج الكثير من الحالات إنشاء مجرى هواء بديل وتوفير تهوية اصطناعية تتضمن أنماطًا مختلفة للتهوية الميكانيكية. يوجد العديد من الطرق لتوفير المجرى الهوائي وتقديم الدعم التنفسي.

### التنبيب الرغامي
يقوم مقدم الرعاية بإدخال أنبوب رغامي عن طريق الفم أو الأنف إلى الرغامى. تحتوي الأنابيب الرغامية على بالون يُملئ بالهواء لتقليل تسرب الهواء وخطر الاستنشاق. صنعت الأنابيب المزودة بالبالون لتُستخدم لدى البالغين والأطفال الذين تزيد أعمارهم عن 8 سنوات، ولكنها تُستَخدم للرضع والأطفال الصغار لمنع تسرب الهواء؛ إذ تُنفَخ الأنابيب بالقدر اللازم لمنع التسريب. يعتبر التنبيب الرغامي آلية مضمونة لتأمين مجرى هوائي غير مضمون والحد من الاستنشاق وتوفير التهوية الميكانيكية لمرضى الغيبوبة. ويُعَد التنبيب الرغامي وسيلة رائعة لمرضى الغيبوبة أو من يعانون من انسداد مجرى هواء أو من يحتاجون إلى تهوية ميكانيكية. يسمح التنبيب الرغامي أيضًا بسحب المفرزات من الجهاز التنفسي السفلي. لا يوصَى بالأدوية التي يمكن إدخالها عبر الأنبوب الرغامي أثناء السكتة القلبية. يجب وضع المريض قبل التنبيب بشكل صحيح وتوفير تهوية بالأكسجين بنسبة 100 ٪، والغرض من التهوية بالأكسجين 100٪ هو إزالة النتروجين من المرضى الأصحاء وإطالة فترة انقطاع النفس الآمنة. تعتبر الأنابيب التي يبلغ قطرها الداخلي أكثر من 8 مم مقبولة لدى معظم البالغين. يجب أثناء إدخال الأنبوب رؤية لسان المزمار وهيكل الحنجرة الخلفي وعدم تمرير الأنبوب ما لم يكون إدخال الأنبوب إلى الرغامى مؤكدًا. 